# Títulos do Figueirense Futebol Clube
As listas abaixo contém os principais títulos da história do Figueirense Futebol Clube no futebol, incluindo a categoria profissional e divisões de base.
| Continentais   | Continentais                             | Continentais | Continentais                                                                                                |
|                | Competição                               | Títulos      | Temporadas                                                                                                  |
| -------------- | ---------------------------------------- | ------------ | --- |
|                | Torneio Mercosul                         | 1            | 1995 |
| Regionais      |                                          |              | |
|                | Competição                               | Títulos      | Temporadas                                                                                                  |
|                | Torneio De Paranagua                     | 1            | 1951 |
| Estaduais      |                                          |              | |
|                | Competição                               | Títulos      | Temporadas                                                                                                  |
| Santa Catarina | Campeonato Catarinense                   | 18           | 1932, 1935, 1936, 1937, 1939, 1941, 1972, 1974, 1994, 1999, 2002, 2003, 2004, 2006, 2008, 2014, 2015 e 2018 |
| Santa Catarina | Recopa Catarinense                       | 2            | 2019 e 2022                                                                                                 |
| Santa Catarina | Supercampeonato Catarinense              | 1            | 1996 |
| Santa Catarina | Copa Santa Catarina                      | 3            | 1990, 1996 e 2021                                                                                           |
| Santa Catarina | Taça Santa Catarina                      | 1            | 1986 |
| Santa Catarina | Torneio Início do Campeonato Catarinense | 1            | 1924 |
| Municipais     |                                          |              | |
|                | Competição                               | Títulos      | Temporadas                                                                                                  |
| Florianópolis  | Campeonato Citadino de Florianópolis     | 13           | 1932, 1933, 1935, 1936, 1937, 1939, 1941, 1950, 1954, 1955, 1958, 1959 e 1965                               |
| Florianópolis  | Torneio Início de Florianópolis          | 12           | 1924, 1927, 1932, 1941, 1947, 1948, 1949, 1950, 1951, 1959 e 1961 e 1962                                    |

 Campeão Invicto

## Outras Conquistas
- Taça Aderbal Ramos da Silva: 2014 e 2015
- Taça José Carlos Bezerra: 2012
- Taça 35 Anos da Polícia Militar: 2012
- Troféu Guarujá: 1996
- Troféu Ponte Hercílio Luz: 1995
- Troféu Cidade de Florianópolis: 1992
- Taça José Meirelles: 1985
- Taça Mané Garrincha: 1983
- Taça Luiz G. Lamego: 1977
- Troféu Osni Melo: 1968
- Troféu Altamiro Silveira: 1959
- Taça Assemércio: 1933

## Campanhas de destaque
- Vice-campeão da Copa do Brasil: 2007.
- Vice-campeão do Campeonato Brasileiro Série B: 2001, 2010.

## Categorias de Base
| INTERNACIONAIS | INTERNACIONAIS                             | INTERNACIONAIS | INTERNACIONAIS                                                          |
|                | Competição                                 | Títulos        | Temporadas                                                              |
| -------------- | ------------------------------------------ | -------------- | ----------------------------------------------------------------------- |
|                | J-League International Youth Cup           | 1              | 2016                                                                    |
|                | Copa Promissão                             | 2              | 2008 e 2012                                                             |
| NACIONAIS      |                                            |                |                                                                         |
|                | Competição                                 | Títulos        | Temporadas                                                              |
|                | Copa São Paulo de Futebol Júnior           | 1              | 2008                                                                    |
|                | Copa do Brasil de Futebol Sub-15           | 1              | 2014                                                                    |
| ESTADUAIS      |                                            |                |                                                                         |
|                | Competição                                 | Títulos        | Temporadas                                                              |
|                | Campeonato Catarinense de Futebol Infantil | 11             | 2001, 2002, 2003, 2005, 2006, 2007, 2008, 2009, 2010, 2014 e 2016       |
|                | Campeonato Catarinense de Futebol Juvenil  | 11             | 2000, 2001, 2002, 2004, 2005, 2007, 2008, 2009, 2011, 2013 e 2016       |
|                | Campeonato Catarinense de Futebol Júnior   | 7              | 1985, 2002, 2006, 2007, 2009, 2012 e 2015                               |
|                | Copa Santa Catarina de Futebol Sub-17      | 1              | 2007                                                                    |
|                | SC Cup Juvenil                             | 1              | 2007                                                                    |
|                | Antonio Carlos Cup Sub-17                  | 1              | 2015                                                                    |
|                | Antonio Carlos Cup Sub-13                  | 1              | 2015                                                                    |
| MUNICIPAIS     |                                            |                |                                                                         |
|                | Competição                                 | Títulos        | Temporadas                                                              |
| Florianopolis  | Campeonato Citadino Mirim                  | 1              | 2002                                                                    |
| Florianopolis  | Campeonato Citadino Infantil               | 9              | 2001, 2002, 2003, 2005, 2006, 2009, 2010. 2014 e 2015                   |
| Florianopolis  | Campeonato Citadino Juvenil                | 12             | 1961, 1963, 1969, 1974, 1997, 2000, 2001, 2002, 2004, 2005, 2009 e 2012 |

## Futebol 7 Feminino
| MUNDIAIS       | MUNDIAIS                                        | MUNDIAIS | MUNDIAIS            |
|                | Competição                                      | Títulos  | Temporadas          |
| -------------- | ----------------------------------------------- | -------- | ------------------- |
|                | Mundial de Clubes de Futebol 7 Feminino         | 3        | 2017, 2018, 2019    |
| CONTINENTAIS   |                                                 |          |                     |
|                | Competição                                      | Títulos  | Temporadas          |
| Brasil         | Liga das Américas de Futebol 7 Feminino         | 1        | 2018                |
| NACIONAIS      |                                                 |          |                     |
|                | Competição                                      | Títulos  | Temporadas          |
| Brasil         | Campeonato Brasileiro de Futebol 7 Feminino     | 1        | 2012                |
| Brasil         | Liga Nacional de Futebol 7 Feminino             | 1        | 2019                |
| Brasil         | Copa do Brasil de Futebol 7 Feminino            | 1        | 2013                |
| Brasil         | Copa do Brasil de Futebol 7 Feminino            | 1        | 2019                |
| REGIONAL       |                                                 |          |                     |
|                | Competição                                      | Títulos  | Temporadas          |
| Brasil         | Campeonato Sul-Brasileiro de Futebol 7 Feminino | 1        | 2016                |
| ESTADUAIS      |                                                 |          |                     |
|                | Competição                                      | Títulos  | Temporadas          |
| Santa Catarina | Campeonato Catarinense de Futebol 7 Feminino    | 4        | 2012,2013,2017,2018 |
| Santa Catarina | Torneiro Início de Futebol 7 Feminino           | 1        | 2015                |
| Santa Catarina | Liga Metropolitana de Futebol 7 Feminino        | 1        | 2014                |
| Santa Catarina | Floripa Cup de Futebol 7 Feminino               | 3        | 2011,2012,2017      |
| Santa Catarina | Sul da Ilha Cup V de Futebol 7 Feminino         | 1        | 2011                |
| Brasil         | Copa Fair Play de Futebol Society               | 1        | 2018                |
| Brasil         | Copa Continente de Futebol 7 Feminino           | 1        | 2018                |

 Campeão Invicto

## Futebol 7 Masculino
| ESTADUAIS      | ESTADUAIS               | ESTADUAIS | ESTADUAIS               |
|                | Competição              | Títulos   | Temporadas              |
| -------------- | ----------------------- | --------- | ----------------------- |
| Santa Catarina | Copa Floripa            | 4         | 2008, 2012, 2013 e 2015 |
| Santa Catarina | Copa Federação          | 2         | 2015 e 2016             |
| Santa Catarina | Liga Metropolitana      | 1         | 2014                    |
| Santa Catarina | Liga Borges de Mendonça | 1         | 2014                    |

1. ↑  «Campeão Catarinense Infantil 2014». Consultado em 18 de abril de 2015